# ماری کاستیا، ملکه آراگون
ماری کاستیا (انگلیسی: Maria of Castile, Queen of Aragon؛ ۱۴ سپتامبر ۱۴۰۱ – ۷ سپتامبر ۱۴۵۸) یک شاهزاده اهل اسپانیا بود.